# Eragrostis homblei
Eragrostis homblei är en gräsart som beskrevs av De Wild. Eragrostis homblei ingår i släktet kärleksgrässläktet, och familjen gräs. Inga underarter finns listade i Catalogue of Life.